# Lilioideae
Lilioideae es una subfamilia de plantas de flores perteneciente a la familia Liliaceae. Comprende los siguientes géneros.

## Géneros
- Cardiocrinum - Erythronium - Fritillaria - Gagea - Lilium - Lloydia - Nomocharis - Notholirion - Tulipa